# Европейская аудиовизуальная обсерватория

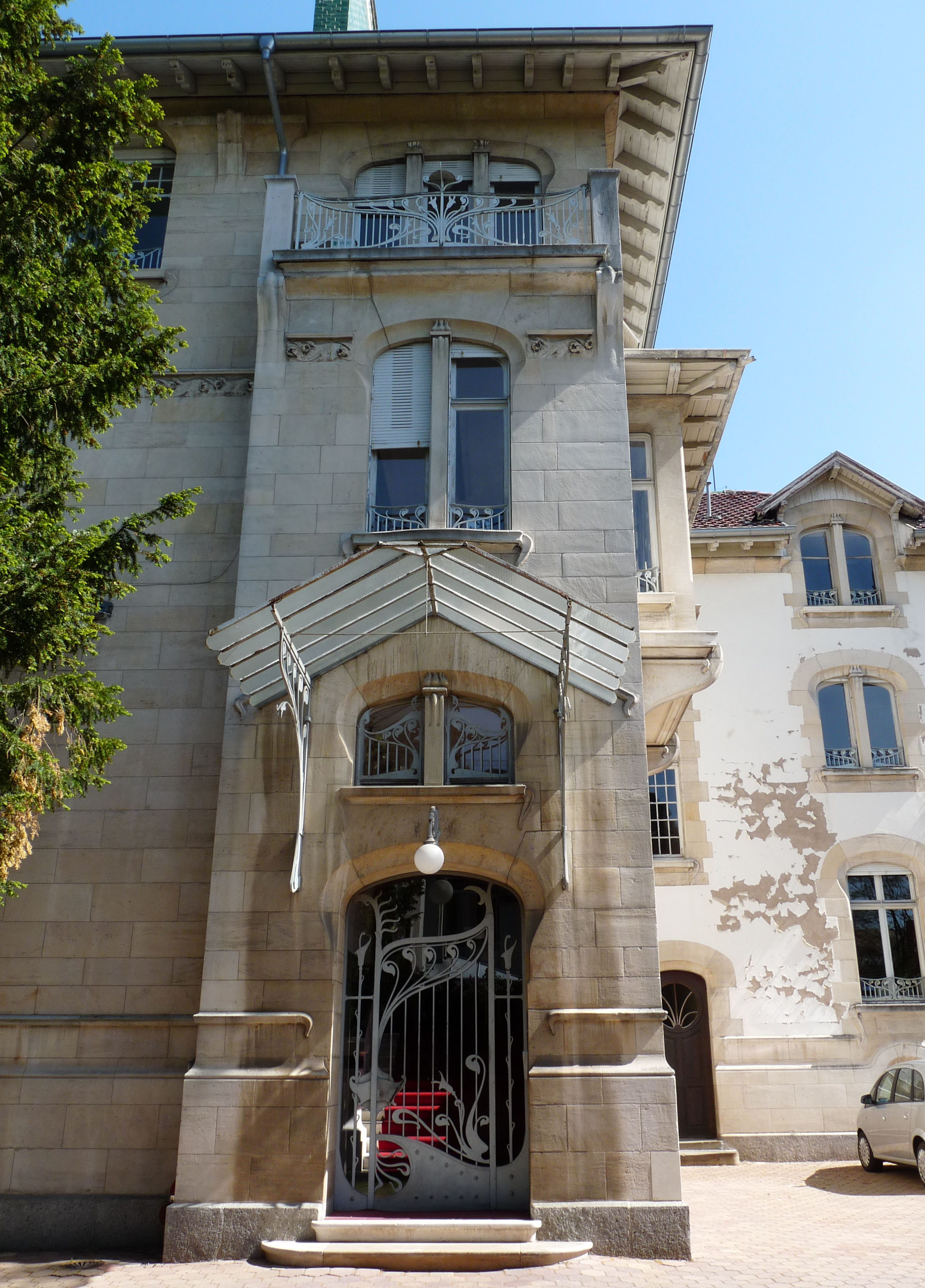
Observatoire européen de l’audiovisuel-Strasbourg

«Европейская аудиовизуальная обсерватория» (англ. European Audiovisual Observatory, сокр. EAO) — некоммерческая межправительственная организация, действующая в медиасфере.

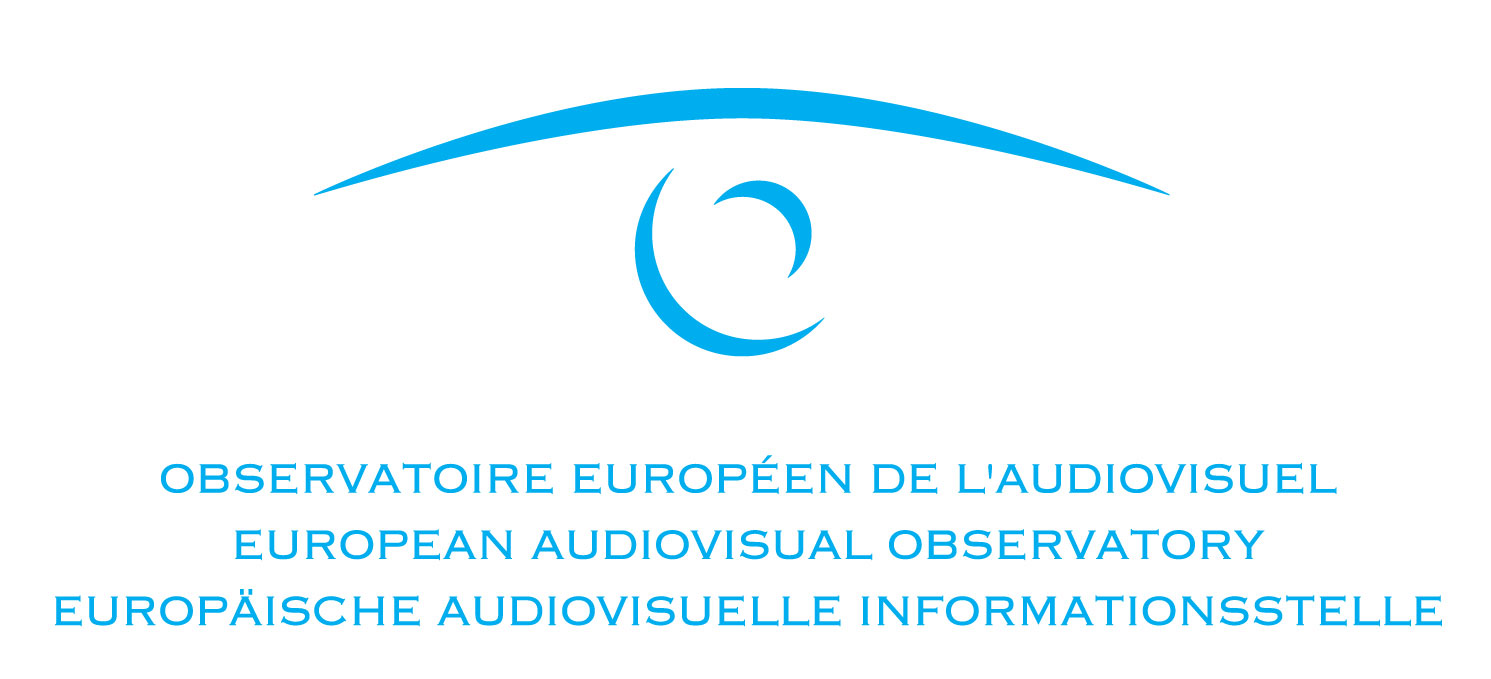
Logo Европейская аудиовизуальная обсерватория

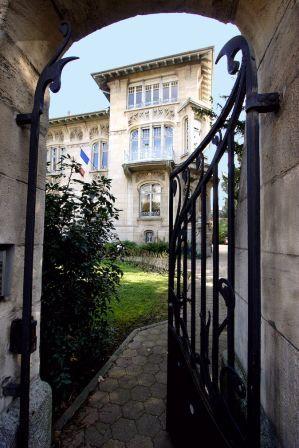
Villa schutzenberger 4

Обсерватория создана в 1992 году как частичное соглашение государств-участников и входит в Совет Европы со штаб-квартирой в Страсбурге, Франция.
Основная роль Обсерватории — мониторинг аудиовизуального рынка Европы и составление отчетов по развитию кино- и теле-индустрии, а в последние годы, и аудиовизуальных услуг онлайн.

## Задачи
- Сделать Европейский аудиовизуальный сектор более доступным;
- Проводить регулярный мониторинг рынка и правовой среды кино-, теле- и видео-индустрии, а также новшеств аудиовизуального сектора (таких как, «видео по запросу», интернет трансляции).
- Проводить исследования общественно-государственных механизмов в сфере кино и телевидения;
- Сделать собранную информацию доступной для специалистов и ответственных работников аудиовизуального сектора

## Структура

### Исполнительный совет
Европейская аудиовизуальная обсерватория состоит из 39 государств-членов. Европейский союз, представленный Европейской комиссией, также является членом организации.
Члены обсерватории представлены в её Исполнительном совете. Он собирается дважды в год, чтобы принять план действий и утвердить бюджет обсерватории. Представители Исполнительного совета, как правило, выходцы из министерств и национальных учреждений, работающих в области культурной политики.
Члены Европейской аудиовизуальной обсерватории :
Албания, Германия, Австрия, Босния и Герцеговина, Бельгия, Болгария, Кипр, Хорватия, Дания, Эстония, Испания, Финляндия, Франция, Греция, Венгрия, Ирландия, Исландия, Италия, Латвия, Лихтенштейн, Литва, Люксембург, Македония, Мальта, Норвегия, Нидерланды, Польша, Португалия, Чехия, Румыния, Великобритания, Россия, Словакия, Словения, Швеция, Швейцария, Турция, Европейский союз.
Консультативный комитет обсерватории состоит из представителей ведущих европейских профессиональных организаций и организаций-партнёров обсерватории.
Наблюдатели
Три организации имеют статус наблюдателей:
- Национальный центр кино;
- Управление по развитию средств массовой информации зависимое (от премьер-министра Франции)
- Отдел СМИ Совета Европы.

Обсерватория состоит из двух отделов:
- Департамент информации о рынках и финансирования во главе с André Lange;
- Юридический отдел во главе с Suzanne Nikoltchev.

Оба отдела отвечают за сбор и обработку информации, полученной от сети обсерватории в виде публикаций и услуг.
Исполнительный директор Европейской аудиовизуальной обсерватории, Вольфганг Клосс, управляет многонациональной командой, в которой представлены многие страны Европы.

## Сеть
Европейская аудиовизуальная обсерватория разработала и успешно управляет информационной сетью, с помощью которой осуществляется сбор информации. Сеть включает в себя:
- партнёрские организации;
- компании, специализирующиеся на предоставлении профессиональной информации;
- специальных корреспондентов.

Официальными рабочими языками являются французский, английский и немецкий.

## Достижения
Систематическая подготовка и распространение информации об аудиовизуальной индустрии в Европе;
Европейская Аудиовизуальная Обсерватория:
- поставляет информацию в областях кино, телевидения, видео / DVD, новых медиа;
- публикует статистический ежегодник и ежемесячно издаваемый обзор законодательства «Ирис», показывающий состояние всех существующих видов деятельности в аудиовизуальной индустрии, о традиционных секторах, таких как кино, телевидения, видео, новые методы распределения и передачи (спутниковое, кабельное вещание, формат 16/9, интерактивное телевидение) и цифровые носители (CD-видео CD-ROM, 3-DO, и т. д.) по 34 странам и из Европейской Комиссии, которые в настоящее время являются членами обсерватории;
- распространяет информацию в виде печатных публикаций, и их электронных версиях;
- обновляет базы данных на веб-сайте Обсерватории, а также регулярно организует презентации на международных конференциях.

Информация, предоставляемая Европейской аудиовизуальной обсерваторией, предназначена для профессионалов в области аудиовизуальных услуг: производителей, дистрибьюторов, пользователей, международных организаций журналистов, юристов, ученых, инвесторов и консультантов, национальных и европейских законодателей.
Основными пользователями услуг обсерватории являются специалисты, занятые в аудиовизуальном секторе Европы, и органы государственной власти стран-членов. Бюджет Центра в основном складывается за счёт прямых взносов от государств-членов и Европейского сообщества, представленного Европейской комиссией. Часть бюджета обеспечивается за счёт продажи своих продуктов и услуг.
Информация, представленная обсерваторией, доступна в форме публикаций и услуг, например — публикации:
- Annuaire — кино, телевидение и видео в Европе;
- FOCUS — Тенденции мирового кинорынкa;
- IRIS — ежемесячный информационный бюллетень;
- IRIS plus — дополнение к IRIS, которое предлагает тематические сравнения национальных правовых систем в Европе и обзор европейской законодательной базы;
- IRIS Spécial — доклады, посвященные правовым новостям в аудиовизуальной сфере;
- IRIS плюс Collection — включает в себя все статьи, опубликованные в дополнении IRIS плюс, выпускается в конце года;
- иные тематические отчеты.

Некоторые из них доступны в продаже, но все же, большинство услуг остается бесплатным: онлайн информация, справочники, конференции и семинары, базы данных, каталоги.
В том числе:
- LUMIERE — база данных с количеством просмотров фильмов в кинотеатрах Европы. Бесплатный доступ.
- KORDA — база данных о государственном финансировании кинематографа и аудиовизуального сектора в Европе. Бесплатный доступ.
- MAVISE — база данных предприятий и телеканалов в Европейском Союзе и странах-кандидатах (финансируется Европейской Комиссией).
- PERSKY — справочник телевизионных каналов в Европе. Бесплатный доступ.
- IRIS MERLIN — база данных юридической информации, относящейся к аудиовизуальному сектору, в Европе. Бесплатный доступ.

Штаб-квартира «Обсерватории» находится в Страсбурге в Вилле Шутценбержер — здании в стиле ар нуво, построенном в 1900 году архитекторами Julius Berninger (1856—1926) и Gustave Krafft (1861—1927) и расположенном в сердце европейского района Страсбурга по адресу: 76 Allée de la Robertsau
B здании также расположены другие организации, такие как: Европейская Парламентская Ассамблея и Организация Эльзасского движения EPRA.

### Контакты
European Audiovisual Observatory
76 Allée de la Robertsau F — 67075 Страсбург CEDEX Франция. Тел: +33 3 88 14 44 00; факс: +33 3 88 14 44 19
Сайт предоставляет отчёты, предлагаемые также другими организациями. Многочисленные статьи, исследования и презентации можно скачать на английском, французском и немецком языках. На сайте также представлена последняя информация о деятельности обсерватории, пресс-релизы и информация о предстоящихx событиях. Поиск по сайту по ключевому слову можно осуществить через главную страницу поисковой системы.